# Всемирная таможенная организация

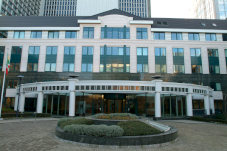
Штаб-квартира: Брюссель, Бельгия
Дата создания: 4 ноября 1952
Тип организации: межправительственная
Членство: 185 таможенной службы
Генеральный секретарь: Ян Сондерс (США, с января 2024) бывший секретарь: Кунио Микурия (Япония, с января 2009)
Официальные языки: Английский и французский
Официальный сайт WCO: http://www.wcoomd.org

Всемирная таможенная организация (ВТамО) является межправительственной международной организацией со штаб-квартирой в Брюсселе, Бельгия. Членами ВТамО/СТС являются таможенные службы практически всех стран мира. Работа ВТамО/СТС сосредоточена в сфере разработки международных инструментов, конвенций по таким вопросам, как классификация товаров, оценка таможенной стоимости, правила происхождения товаров, таможенные сборы, безопасность цепи поставок, упрощение процедур международной торговли, борьба с правонарушениями в таможенной сфере и с контрафактной продукцией (защита прав интеллектуальной собственности), а также борьба с коррупцией. ВТамО/СТС особое внимание уделяет программам институционального развития, целью которых является оказание поддержки при проведении реформ и модернизации таможенных служб. ВТамО/СТС разработала Гармонизированную систему описания и кодифицирования товаров (ГС), а также администрирует два Соглашения Всемирной торговой организации (ВТО): Соглашение по применению статьи VII Генерального соглашения по тарифам и торговле 1994 г. (оценка таможенной стоимости) и Соглашение о правилах определения страны происхождения товаров.

## История
История ВТамО/СТС восходит к деятельности Группы изучения Европейского таможенного союза (European Customs Union Study Group), созданной в сентябре 1947 г. по инициативе Франции в рамках Комитета (позже - Организации) Европейского экономического сотрудничества. Задачей данной Группы было изучение экономических и технических вопросов создания таможенного союза между западноевропейскими странами в соответствии с правилами ГАТТ. Работа Группы продолжалась с 10 ноября 1947 г. по 28 июня 1950 г. За этот период было проведено 6 заседаний, на которых были определены основные аспекты гармонизации таможенных законодательств, необходимые для создания таможенного союза (общая товарная номенклатура, оценка товаров в таможенных целях, виды ставок таможенного тарифа и т.д.). В 1950 году работа этой группы привела к подписанию в Брюсселе Конвенции, согласно которой был создан Совет таможенного сотрудничества (СТС). 26 января 1953 года состоялась инаугурационная церемония при участии 17 членов - основателей Совета. В 1994 году СТС получил второе рабочее название -  Всемирная таможенная организация (ВТамО). За всю историю существования организации её членами стали более 180 таможенных служб мира, которые контролируют около 98 % международной торговли.

## Цели организации
ВТамО/СТС является международно признанным глобальным центром таможенной экспертизы и играет лидирующую роль в обсуждении, развитии и совершенствовании техники таможенного дела и таможенного законодательства. Деятельность организации формулируется исходя из запросов её членов. Инструменты и передовой опыт ВТамО/СТС признаны в качестве основы для работы современных таможенных служб.
Главной целью ВТамО/СТС является повышение эффективности работы таможенных служб стран-членов организации с помощью мер, способствующих их национальному развитию: укрепление национальной безопасности, увеличение собираемости налогов и сбор статистики по внешней торговле.

## Инструменты
Чтобы достичь своих целей, ВТамО/СТС разработала ряд следующих инструментов:
Международная конвенция о гармонизированной системе описания и кодирования товаров (ГС) была принята в 1983 и вступила в силу в 1988 году. Данная номенклатура используется в различных целях, в частности, в качестве основы для расчета таможенных тарифов и сбора международной таможенной статистики. Система включает в себя около 5000 групп товаров, каждая из которых имеет шестизначный код, присвоенный согласно четко определенным правилам, с целью достижения единой классификации товаров. ГС также используется для разработки торговой политики, рассмотрения правил происхождения товаров, мониторинга контролируемых товаров, расчета налогов, тарифов на перевозку, контроля за квотами и ценами, а также для проведения экономических исследований и анализа.
Международная конвенция об упрощении и гармонизации таможенных процедур (пересмотренная Киотская конвенция) была принята в 1973 г. и пересмотрена в 1999 г., её последняя редакция вступила в силу в 2006 г. Конвенция включает в себя несколько основополагающих принципов: прозрачность и предсказуемость операций по таможенному контролю; стандартизацию и упрощение товарных деклараций и сопровождающих документов; упрощенные процедуры для уполномоченных операторов; максимальное использование информационных технологий; минимально необходимый таможенный контроль при соблюдении таможенных правил; применение процедур таможенного контроля, основанных на анализе рисков и аудите; проведение совместных операций с участием других пограничных служб; партнерство с частным сектором. Она также предусматривает действенные меры по упрощению процедур торговли и эффективному контролю, а также содержит новые обязательные требования по их внедрению. Пересмотренную Киотскую конвенцию часто путают с Киотским протоколом к Рамочной конвенции ООН по изменению климата (РКИК).
Конвенция о карнете АТА и Конвенция о временном ввозе (Стамбульская конвенция).
Обе Конвенции являются инструментами ВТамО/СТС по временному ввозу товаров. Система АТА, которая является частью обеих Конвенций, разрешает свободу передвижения через границы и временный ввоз товаров на таможенную территорию, освобождая от уплаты налогов и пошлин. Товары сопровождаются одним документом, известным, как карнет АТА. Функционирование системы АТА обеспечивается с помощью международных гарантий.
Декларация Аруша о профессиональной этике была принята в 1993 и пересмотрена в 2003 году. Декларация носит необязательный характер и представляет собой ряд основных положений для продвижения принципов профессиональной этики и борьбы с коррупцией в таможенной сфере.
Система рамочных стандартов по обеспечению безопасности и содействию глобальной торговле (SAFE) была принята в 2005 году. Данный юридически необязательный документ содержит в себе стандарты по обеспечению безопасности цепи поставок и упрощению процедур международной торговли, позволяет осуществлять интегрированное управление цепью поставок для всех видов транспорта, способствует развитию связей между таможенными службами с целью обнаружения рисковых грузов, а также сотрудничеству между таможенными органами и деловым сообществом с помощью внедрения концепции уполномоченного экономического оператора.

## Организационное устройство
Секретариат ВТамО/СТС возглавляется Генеральным секретарем, который избирается членами организации сроком на пять лет. Эту должность с 1 января 2009 года занимает г-н Кунио Микурия (Kunio Mikuriya) из Японии. Своими приоритетами г-н Микурия назвал налаживание связей с общественностью и расширение программ институционального развития, а также проведение исследований. ВТамО/СТС управляется Советом, на который ежегодно собираются все члены организации. Для руководства работой Совета избирается председатель. Стратегией развития организации, а также её тактическими задачами занимаются политическая комиссия и финансовый комитет. Другие комитеты ВТамО/СТС, как комитет по гармонизированной системе, постоянный технический комитет, технический комитет по оценке таможенной стоимости, технический комитет по правилам происхождения, комитет институционального развития и рабочая группа по системе рамочных стандартов (SAFE) предоставляют необходимую платформу для развития инструментов и обмена передовым опытом в рамках компетенции таможенных служб.